# Phyllomaeus gloriosa
Phyllomaeus gloriosa là một loài bọ cánh cứng trong họ Cerambycidae.